# Seacliff House
Pour les articles homonymes, voir Seacliff et House.
Seacliff House ou Morris House est un projet de maison de plage de style « paquebot » Art déco organique californienne moderne, conçue en 1945 par l'architecte américain Frank Lloyd Wright (1867-1959), dans le quartier Sea Cliff de San Francisco en Californie aux États-Unis. 

## Histoire
Lillian Morris et son épouse Vere demandent en 1945 au célèbre architecte américain Frank Lloyd Wright de leur concevoir une maison parasismique, à flanc d'une falaise de 30 m de hauteur, à l'embouchure de la baie de San Francisco, au 830 El Camino del Mar (le chemin de la mer) de San Francisco,  inspirée du style « paquebot » Art déco organique californien, et de sa célèbre maison sur la cascade de Pennsylvanie de 1935.

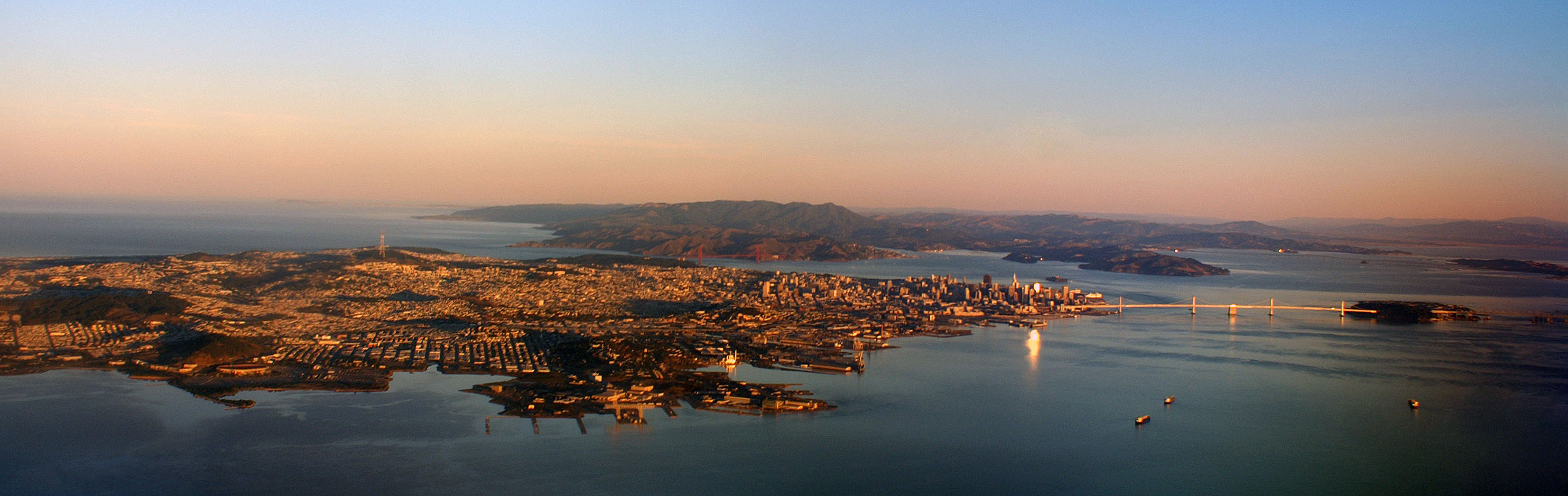
Baie de San Francisco en Californie

Wright réalise des plans et schémas de ce projet architectural de triplex en béton armé, avec toit-terrasse, toiture végétale, mur végétalisé, baies vitrées incurvées de phare avec vue panoramique sur l'océan Pacifique, la baie de San Francisco et sur le pont du Golden Gate voisin,,.  
Les Morris se font finalement construire une maison de 350 m² en 1965, avec d'autres plans moins onéreux à réaliser,. Ce projet n'a jamais été construit, mais Wright a réalisé plus tard, entre autres, deux maisons de plage : Mrs. Clinton Walker House de Carmel-by-the-Sea en Californie en 1948, et maison Massaro de l'État de New York de 1949. 